# Corbeille à papier
Pour les articles homonymes, voir Corbeille.

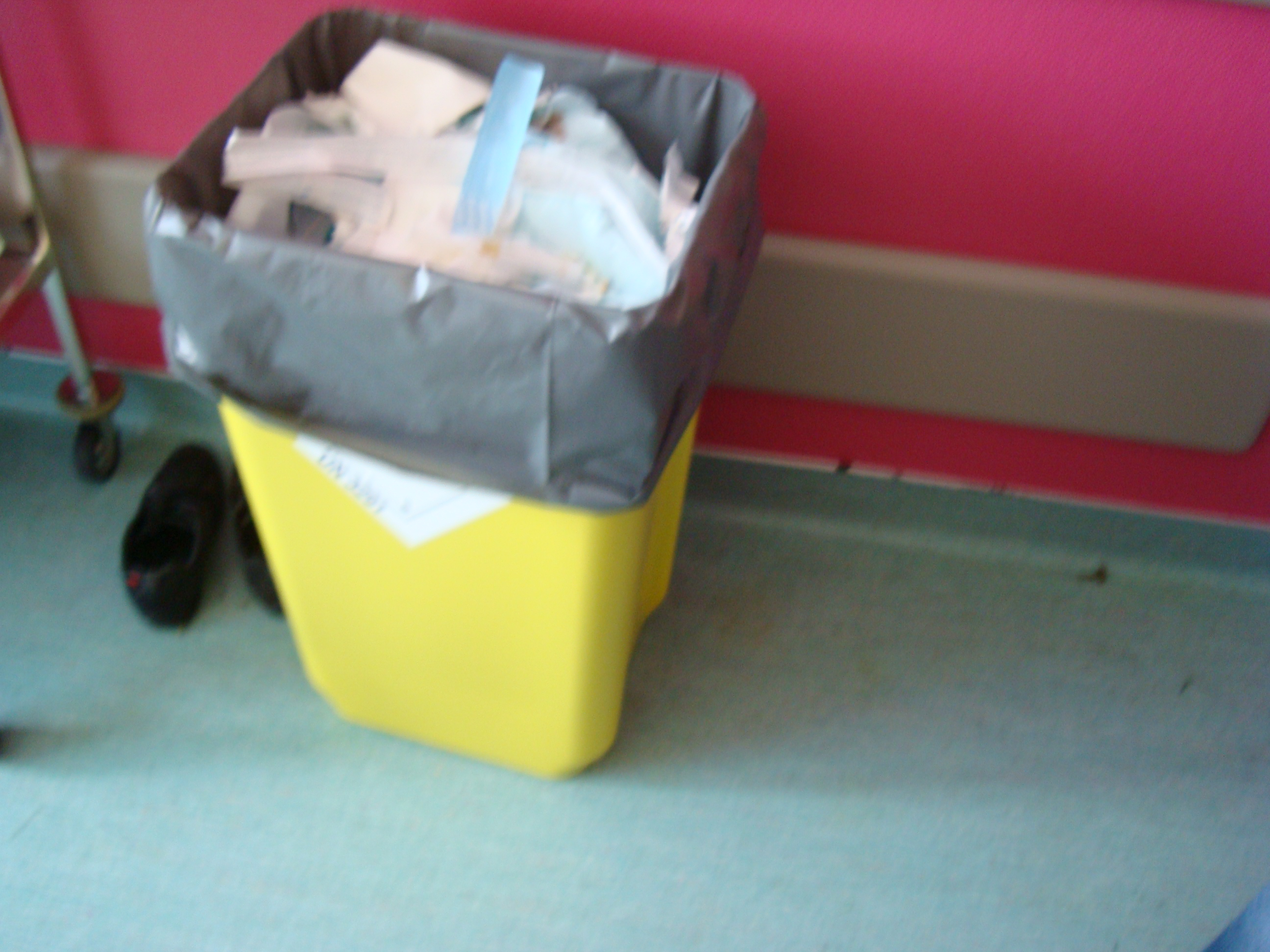

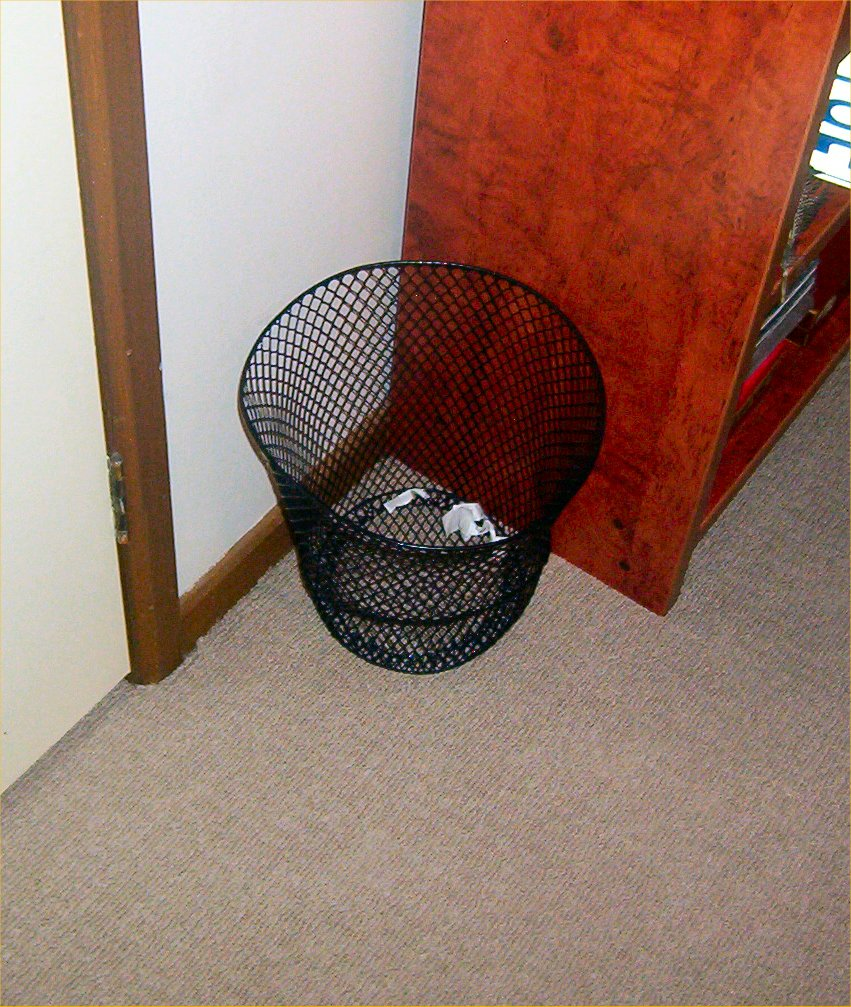
Une corbeille à papier.

Une corbeille à papier est un type de poubelle prévue pour recevoir les déchets d'un bureau, particulièrement des papiers. 
Elles peuvent être faites de matériaux divers, notamment le plastique, le métal ou l'osier. Souvent cylindriques, elles ne sont généralement pas équipées de couvercle, et leurs parois sont parfois ajourées. Étant donné le type de déchets qu'elles sont amenées à recevoir, les corbeilles à papier sont souvent de fabrication légère, et ne sont généralement pas doublées de sacs poubelles comme le sont les réceptacles de déchets plus salissants.
Le tri sélectif peut être appliqué aux corbeilles, c'est-à-dire que les papiers peuvent être séparés des autres types de déchets (typiquement dans un bureau : les gobelets en plastique, les cartouches d'encre pour imprimantes, etc.).
Les corbeilles à papier peuvent être fouillées dans le cadre d'espionnage (ce fut par exemple le cas dans l'affaire Dreyfus), c'est pourquoi il existe des destructeurs de documents pour réduire les documents confidentiels en morceaux avant de les jeter à la corbeille ; ces appareils sont parfois équipés d'une corbeille intégrée.
La corbeille à papier a inspiré le concept informatique, et l'icône qui le représente, de corbeille, présent sur l'espace de travail de certains systèmes d'exploitation et dans l'interface de certains clients de messagerie.
Alexis Philonenko présente l'usage de la corbeille à papier comme ce qui distingue l'homme normal du philosophe, celui-ci ne jetant jamais aucune de ses productions.